# Lissotestella
Lissotestella là một chi ốc biển nhỏ, là động vật thân mềm chân bụng sống ở biển trong họ Liotiidae.

## Các loài
Các loài trong chi Lissotestella gồm có:
- Lissotestella caelata (Powell, 1937)
- Lissotestella consobrina (Powell, 1940)
- Lissotestella cookiana Dell, 1956
- Lissotestella rissoaformis (Powell, 1931)
- Lissotestella tenuilirata (Powell, 1931)
- Lissotestella tryphenensis (Powell, 1937)